# ジョセフ・ヘラー
ジョセフ・ヘラー（英: Joseph Heller、1923年5月1日 - 1999年12月12日）は、アメリカ合衆国の風刺作家、小説家および戯曲家である。ジョゼフ・ヘラー、ジョーゼフ・ヘラーとも表記する。最も有名な作品は、第二次世界大戦中のアメリカ兵を描いた『キャッチ=22』で、この表題は選択における不条理を表す言葉として一般に使われるようになった。

## 生い立ち
ジョセフ・ヘラーはニューヨーク市ブルックリンのコニーアイランドで、ロシアから来た貧乏なユダヤ人夫妻の子として生まれた。子供の頃から書くことが好きで、11歳の時にはロシアによるフィンランド侵略について物語を書いた。ニューヨーク・デイリーニューズに持ち込んだが、即座に断られた。1941年にエイブラハム・リンカーン高校を卒業すると、次の年は鍛冶屋の徒弟、メッセンジャーボーイおよび書類整理係として働いて過ごした。1942年、19歳の時にアメリカ陸軍航空隊に入った。2年後に第二次世界大戦のイタリア戦線に送られ、B-25の爆撃手として60回出撃した。ヘラーは後に戦争の時のことを回想して「初めは面白かった...そこには何か輝かしいものがあるような気がした。」と語った。戦争から戻ると、ヘラーは「英雄のように感じた...私が飛行機に乗って戦い、60回も出撃したことで、楽な偵察飛行みたいなものだと言ったとしても、人々は目を見張るようなことと考えた。」と言った。
戦後、ヘラーは復員軍人援護法を使って南カリフォルニア大学とニューヨーク大学で英語を学んだ。1949年、コロンビア大学から英語で文学修士号を獲得した。卒業後はフルブライト・プログラム奨学生としてオックスフォード大学のセントキャサリンズ・カレッジで1年間を過ごした。ヘラーは帰国してから、短期間タイム社で働いた後、小さな広告代理店でコピーライターの職に就いた。このときの同僚には後に小説家になったメアリー・ヒギンズ・クラークがいた。ヘラーは家ではものを書いていた。作品が最初に出版されたのは1948年で、短編が「アトランティック」誌に載った。その最初の小説はもう少しで「アトランティック賞」を取るところだった。

## 経歴

### 『キャッチ=22』
1953年のある朝、ヘラーは家で座っている時に着想を得た。「それは一目惚れだった。最初に彼が牧師を見たとき、誰かが彼に狂おしい恋に落ちた。」翌日のうちに、ヘラーはその話の構想を描き始め、出だしが上の文章になり、登場人物と粗筋、およびその話が最終的に取ることになる調子や形態を決めていった。1週間の内に第1章を仕上げ、それを代理人に送った。翌年は話の残りのプランを練っていたが、何も書かなかった。1955年、最初の章は「ニュー・ワールド・ライティング」第7号に『キャッチ=18』として出版された。
ヘラーは当初、この小説が中篇の域を出ないと考えていたが、粗筋に十分な内容を付け加えることができて、最初の長編小説にできると感じた。ヘラーがこの小説の3分の1を書き終えたとき、代理人のカンディダ・ドナディオは幾つかの出版社にその小説を送りつけ始めた。ヘラーはその作品に特に執心だった訳ではなかったので、もし出版社が興味を持たなければ完成させなくても良いと決めていた。この作品は決して拒絶されることはなく、直ぐにサイモン&シュスター社に購入され、750ドルを支払ったうえに、作品が完成したときにはさらに750ドルを支払うと約束した。ヘラーは原稿の締め切りに4,5年も遅れたが、執筆に全部で8年を要し、出版社に手渡した。
完成した小説ではアメリカ陸軍航空隊ジョン・ヨッサリアン大尉の戦時の経験を叙述していた。ヨッサリアンは出撃を避けるために様々な策略を考案するが、軍の作戦担当者はいつも彼を出撃させる方法を見つけてしまう。「私の本の中の誰もが他の全ての者を気違いと糾弾する。率直に言って、私は社会全体がおかしくなっていると思う...問題は狂気の社会の中で正気の男は何をするかだ。」とヘラーは述べた。
出版の直前に小説の表題は『キャッチ=22』に変えられた。これはレオン・ユリスの新しい小説『ミーラ街18番地』との混同を避けるためだった。『キャッチ=22』は1961年にハードカバーで出版されて、肯定否定両面のある批評を受け、シカゴ・サンタイムズは「ここ数年ではアメリカで最高の小説」という評価をした一方で、他の批評家は「無秩序で読むに耐えず、粗野だ」と冷笑した。出版した年にアメリカ国内で売れたのは3万部に過ぎなかった。イギリスでの反応は全く異なり、発売から1週間でベストセラーリストの1位になった。しかし、1962年10月にペーパーバックで出版すると、小説の反戦感情に共感したベビーブーマー世代の想像力を掴んだ。アメリカ国内で1千万部が売れた。小説の表題は行き所の無いジレンマを表すバズワードになった。今日では古典の部類に入っており、「モダーン・ライブラリー」の今世紀の小説トップ100のリストでは第7位にランクされている。アメリカ空軍士官学校では、この小説を「見込みの有る士官がお役所仕事の非人間的な側面を認識する手助け」のために使っている。
この小説の映画化権も1962年に売れ、印税とも併せてヘラーは百万長者になった。アメリカ国内で1千万部以上を売り上げている。映画はオーソン・ウェルズを将軍役に起用して撮影されたが、公開は1970年のことだった。

### 他の作品
『キャッチ=22』が出版されたすぐ後で、ヘラーは次の小説のアイディアを考え、これが『何かが起こった』になった。しかし、このアイディアが結実されるまでに2年間を要した。その原稿書きの合間に、ヘレン・ガーリー・ブラウンの『セックスと独身女』の映画化版の脚本を完成させており、またテレビの喜劇台本も書いて、これはシリーズ物『マクヘイルの海軍』の一部として放映された。ヘラーは6週間で1本の戯曲を完成させたが、ステージに上げるまではプロデューサーとの交渉で多くの時を費やした。
1969年、ヘラーは『ニューヘイブンを爆撃した』という戯曲を書いた。この戯曲はベトナム戦争を論じながら反戦メッセージを織り込んでいた。これは元々イェール大学演劇学校のレパートリー劇団によって演出され、ステイシー・キーチを主役に配していた。多少の手を入れた後で、「アルフレッド・クノプフ」社によって出版され、ジェイソン・ロバーズを主役にブロードウェイで上演された。
ヘラーの小説第2作『何かが起こった』は1974年にやっと出版された。批評家はこの本を熱狂的に迎えたが、買う方はそうでもなかった。ヘラーは他にも4作の小説を書いたが、それぞれに完成まで数年を要した。後期の小説、『閉じる時』は『キャッチ=22』の登場人物の多くが戦後のニューヨークで再出発を図る様を描いていた。小説はすべてそこそこに売れたが、デビュー作の成功を凌ぐものは現れなかった。

### 制作過程
ヘラーは小説の最初の行と最後の行が決まるまでは作品の執筆を始めなかった。最初の1文はたいてい「準備された意識とは別に」現れた。多くの場合、その最初の1文は次の文章に繋がらなかった。時には、その手がかりを諦めるまでに数ページしか書けないこともあった。大抵の場合、閃きを得てから1時間かそこらのうちに、その話の基本となる粗筋と登場人物を描いていた。執筆の準備が出来たとき、一気に1つの段落に集中し、3,4ページを手書きで執筆した後に、数時間を推敲で費やした。
ヘラーは「人生の哲学を持っていない。あるいはその進行を秩序立てる必要がない。私の本は「何かを言うこと」のために作られるのではない」と主張していた。小説の3分の1が出来上がったときになってやっと、それがどのようなことを表すことになるかはっきりと概念ができるようになった。この時点で、アイディアが固まり、既に書き終えた部分を書き直して話の最後までを続けていった。小説の完成稿は多くの場合、最初に思い描いた第1文と最終文ではなかった。ただし、最初の文と考えていたものを文章のどこかに含めた。

## 闘病
1981年12月13日日曜日、ヘラーはギラン・バレー症候群を発症した。これは筋肉を麻痺させて衰弱させる兆候を示すものだった。ヘラーは動くことも飲み込むこともできず、マウント・シナイ医療病院の集中治療室に入れられ、ここで6ヶ月を過ごした後にラスク・インスティチュート・リハビリ病院に移された。ヘラーの人生におけるこの経験は、自伝『笑いごとじゃない -世にも明るい闘病記』に詳述されており、ヘラーと親友のスピード・フォーゲルが章毎に入れ替わって書いている。この本はヘラーの著名な友人のリストにもなっており、その中にはメル・ブルックス、マリオ・プーゾおよびジョージ・マンデルが含まれている。
ヘラーは全快することができた。1984年、35年間連れ添った妻シャーリーと離婚し、彼の快復を助けてくれた看護師のバレリー・ハンフリーズと再婚した。

## その後
ヘラーは暫くセントキャサリンズ・カレッジの客員研究員として戻り、1991年にはその名誉フェローになった。1998年、備忘録『今とその時：コニーアイランドからここまで』を出版し、配達人の息子としての子供時代から、『キャッチ=22』の発想を得たときの詳細を明らかにした。
ヘラーは1999年12月に自宅で心臓麻痺のために死んだ。これは最後の小説『芸術家の肖像、老いた男として』を書き上げた直ぐ後のことだった。ヘラーの訃報に接した友人のカート・ヴォネガットは、「おー神よ、おそろしいことだ。アメリカ文学にとって不幸な出来事だ」と言った。

## 『キャッチ=22』に関する議論
1998年4月、ルイス・ポロックはイギリスの「ザ・サンデー・タイムズ」紙に、『キャッチ=22』の「登場人物、個人の経歴、奇抜さ、体形、負傷や事故」などが、1951年にイギリスで出版された小説と「驚くべき類似性」を示していると書いた。そのイギリスの小説は、ルイス・ファルスタインが書いた『空は孤独な所』であり、アメリカでは『英雄の顔』として出版されていた。ファルスタインの小説は、ヘラーがオックスフォードの学生であり、『キャッチ=22』の第1章を書いた1953年より2年前に出版されていた。「ザ・タイムズ」は「双方共に中心人物が出撃を避けるためにその機知を働かせている。双方共にどこにでもいる負傷した飛行機乗り、白い体の中の目に見えないものに付きまとわれている」と書いた。ヘラーはファルスタインの小説を読んだこともないし、作者のことを聞いたこともないと言って、「私の本は1961年に世に出た。私は、昨年死んだばかりのファルスタイン自身を含めて、他の誰もその類似性に気付かなかったことを可笑しいと思う。」と話した。

## 作品
リンクはすべて英語版。

### 短編
- en:Catch As Catch Can: The Collected Stories and Other Writings (2003年)
- Three Short Stories Of Utter Annoyance

### 自伝
- No Laughing Matter (1988年)
  - 翻訳書：『笑いごとじゃない -世にも明るい闘病記』 -- 中野恵津子・訳、TBSブリタニカ、1987年、ISBN 4-484-87123-8、ちくま文庫、1990年、ISBN 4-480-02377-1
- Now And Then  (1998年).

### 小説
- en:Catch-22 (1961年)
  - 翻訳書：『キャッチ=22』 -- 飛田茂雄・訳、ハヤカワ・ノヴェルズ、1969年、ハヤカワ文庫、1977年、ハヤカワ文庫・新版、2016
- en:Something Happened (1974年)
  - 翻訳書：『なにかが起こった』 -- 篠原慎・訳、角川書店、1983年
- en:Good as Gold (1979年)
  - 翻訳書：『輝けゴールド』 -- 飛田茂雄・訳、ハヤカワ・ノヴェルズ、81年
- en:God Knows (1984年)
- Picture This (1988年)
- Closing Time (1994年)
- en:Portrait of an Artist, as an Old Man (2000年)

### 戯曲
- We Bombed in New Haven (1967年)
- Catch 22 (1971年)
- Clevinger's Trial (1973年)

### 映画
- en:Sex and the Single Girl (1964年)
  - 求婚専科 - 共同脚本
- en:Casino Royale (1967年) (クレジットなし)
  - 007 カジノ・ロワイヤル
- en:Dirty Dingus Magee (1970年)
  - 大悪党　ジンギス・マギー　- 共同脚本